# Relaciones Ecuador-Reino Unido
Las relaciones Ecuador-Reino Unido se refiere a las relaciones internacionales que existen entre la República del Ecuador y el Reino Unido de Gran Bretaña e Irlanda del Norte.

## Historia
Las relaciones entre Gran Bretaña y Ecuador han sido tradicionalmente consideradas "débiles pero cordiales", especialmente antes de la elección de Rafael Correa. El rey Carlos III del Reino Unido y Camilla del Reino Unido, visitaron Ecuador en 2009 , como parte de una gira por las celebraciones del bicentenario de Charles Darwin. El presidente Coré visitó Londres ese año y habló en la London School of Economics sobre los cambios realizados por su gobierno.

#### Crisis diplomática entre Ecuador y Reino Unido de 2012-2013
El 19 de junio de 2012, Julian Assange se encerró en la embajada de Ecuador en el Reino Unido. En agosto de 2012, después de que funcionarios del gobierno británico amenazaran con irrumpir en el recinto de la embajada para arrestarlo, Ecuador anunció que le otorgaría asilo político. La concesión del asilo impidió que la policía británica arrestara a Assange mientras se encontraba en el recinto de la embajada. Assange habló ante el público y los medios de comunicación desde el balcón de la embajada y pidió al presidente de Estados Unidos, Barack Obama, que detenga la caza de brujas contra WikiLeaks. El Departamento de Justicia de Estados Unidos inició un proceso penal contra Assange por las filtraciones de WikiLeaks. El 11 de abril de 2019 , el gobierno de Lenin Moreno, presidente de Ecuador desde 2017, se negó a seguir brindando asilo a Assange, y este fue arrestado por la policía británica de la embajada.

## Misiones diplomáticas residentes
- Ecuador tiene una embajada y consulado-general en Londres.
- Reino Unido tiene una embajada en Quito.